# Хроминский, Казимир-Фортунат Андреевич
Казимир-Фортунат Андреевич Хроминский (пол. Kazimierz Fortunat Chromiński; 14 февраля 1874, с. Волица Ровенский уезд, Волынской губернии Российской империи — 21 сентября 1939, Хелм, Польша) — военачальник, полковник Русской императорской армии и Войска Польского.

## Биография
Поляк. Сын волынского помещика. 9 марта 1892 г. добровольцем вступил в Путивльский 127-й пехотный полк в Ровно. В августе 1896 г. окончил с отличием двухгодичную Юнкерскую школу в Вильно и 1 сентября того же года он был повышен в звании до подпоручика пехоты. Затем окончил два шестимесячных курса в Киевской инженерно-сапёрной школе, организованной командованием 11-го армейского корпуса.
14 октября 1900 г. назначен командиром команды добровольцев. 15 мая 1903 г. стал поручиком, исполнял функции начальника отряда разведчиков (до 17.11.1904). В 1904 г. отмечен офицерским призом за стрельбу.
12 января 1905 направлен на Дальний Восток, назначен командиром добровольческого разведотряда 10-го Восточно-Сибирского стрелкового полка. Участник русско-японской войны (1904—1905). Командуя разведчиками в боях с японцами, проявил себя умелым и отважным офицером.
В сентябре 1906 г. вернулся для прохождения службы в Путивльский 127-й пехотный полк. В 1907 г. ему присвоен чин подкапитана. В 1909 — штабс-капитан пехоты.
С 1914 г. участник Галицийской битвы во время Первой мировой войны. В сражении за с. Гродковице, проявил отвагу, получил ранение в живот, голову и ногу. За мужество ему был присвоен чин подполковника.
28 июля 1915 г. Хроминский назначен командиром 12-го стрелкового полка. 1 марта 1916 стал полковником РИА. 27 ноября 1916 получил приказ императора Николая II сформировать и возглавить Суражский 302-й пехотный полк 76-й пехотной дивизии.
В мае 1917 г. вступил в Польскую стрелковую дивизию Русской императорской армии. Возглавлял Союз польских военнослужащих гарнизона Калуги. 15 июня 1917 г. стал командиром 2-го польского пехотного полка.
15 ноября 1917 г. переведен в 1-й Польский корпус в России генерала И. Довбор-Мусницкого. В конце апреля 1918 назначен помощником командующего Офицерской легии.
26 июня 1918 г. после расформирования корпуса уволен со службы.
В августе 1918 стал комиссаром польского управления опатувского повята. 7 декабря 1918 вступил в Войско Польское с сохранением чина полковника и принял под командование 22-й полк пехоты.
В феврале-апреле 1919 г. — комендант гарнизона Брестской крепости. Позже, переведен в резерв. В августе 1920 г. назначен окружным инспектором Добровольческой армии при командовании генерального военного округа «Kielce».
С декабря 1920 — командир запасного батальона 24 пехотного полка. С 1921 г. командовал 2-м стрелковым полком, затем служил помощником командира 2-й Рыцарской Легии.
В 1922 г. вышел в отставку и стал осадником в Бресте.
Во время военной службы написал труд «Очерки военной психологии». Владел русским, польским, французским и немецким языками.
Умер 21 сентября 1939 года от ран, полученный после начала Второй мировой войны в госпитале г. Хелм.

## Награды
- Орден Святого Станислава III степени с мечами (1905)
- Орден Святой Анны IV степени с надписью «За храбрость» (08.07.1905)
- Орден Святой Анны III степени с мечами (23.09.1905)
- Орден Святой Анны II степени с мечами (28.12.1914)
- Орден Святого Георгия IV степени (15.01.1915)
- Орден Святого Владимира IV степени с мечами (11.02.1915)
- Крест Храбрых (1921)
- Медаль Победы (1925).